# 고양경찰서
고양경찰서(高陽警察署, Goyang Police Station)는 경기도북부경찰청이 관할하는 경찰서 중 하나이다. 경기도 고양시 덕양구 일대를 관할한다. 경기도 고양시 덕양구 화중로 12 (화정동)에 위치하고 있다.
서장은 총경으로 보한다.

## 기본 정보
- 주소: 경기도 고양시 덕양구 화중로 12 (화정동)
- 우편번호: 10503

## 관할 파출소 및 지구대
고양경찰서는 3개의 지구대와 5개의 파출소를 산하에 두고 있다.
| 명칭        | 사진 | 주소                       | 관할구역                                                                               | 치안센터     |
| ----------- | ---- | -------------------------- | -------------------------------------------------------------------------------------- | ------------ |
| 화정지구대  |      | 은빛로 80 (화정동)         | 화정1·2동, 내곡동 일부, 대장동 일부, 토당동 일부                                       |              |
| 원당지구대  |      | 호국로790번길 105 (성사동) | 주교동, 성사동, 흥도동, 원흥동 일부, 도내동 일부                                       |              |
| 행신지구대  |      | 중앙로 541-18 (행신동)     | 행신1·2동, 강매동, 행주동, 신평동, 토당동 일부, 대장동 일부, 내곡동 일부, 행신3동 일부 | 능곡치안센터 |
| 신도파출소  |      | 신도길 6 (삼송동)          | 신원동, 삼송동, 지축동, 용두동, 동산동, 오금동, 효자동, 북한동                         | 효자치안센터 |
| 고양파출소  |      | 벽제관로 3 (고양동)        | 고양동, 벽제동, 선유동, 대자동 일부                                                    |              |
| 관산파출소  |      | 통일로 782 (관산동)        | 관산동, 내유동, 대자동 일부                                                            |              |
| 화전파출소  |      | 중앙로 219 (화전동)        | 화전동, 덕은동, 대덕동, 향동동, 도내동 일부                                            |              |
| 행신3파출소 |      | 중앙로558번길 90 (화정동)  | 행신3동 일부                                                                           |              |

## 같이 보기
- 경기도북부경찰청